# Poetovium
Poetovium (łac.  Diocesis Poetoviensis) – stolica historycznej diecezji we Cesarstwie rzymskim w prowincji Noricum, sufragania patriarchatu w Akwilei istniejącej w III i IV wieku. Starożytne Poetovium znajduje się niedaleko miasta Ptuj w Słowenii. Obecnie katolickie biskupstwo tytularne. 

## Biskupi tytularni
| Lp. | Biskup      | Funkcja                                         | Od               | Do              |
| --- | ----------- | ----------------------------------------------- | ---------------- | --------------- |
| 1   | Anton Stres | biskup pomocniczy Mariboru (Słowenia)           | 13 maja 2000     | 7 kwietnia 2006 |
| 2   | Pavel Posád | biskup pomocniczy Czeskich Budziejowic (Czechy) | 26 stycznia 2008 |                 |